# Shoham
Shoham (in ebraico שֹׁהַם‎?) è una città di Israele, appartenente al Distretto Centrale.

## Amministrazione

### Gemellaggi
Memphis